# 索羅門群島國旗
所罗门群岛国旗呈横长方形，长与宽之比为9:5。旗地由淺藍、綠色兩個三角形構成。一道黃色寬條從靠旗桿一邊的下旗角與旗地右上角連接。靠旗桿一邊的淺藍色部分有五顆白色的五角星，上、下排各兩顆，中間為一顆。
淺藍色象徵藍天和環繞索羅門群島的海洋，黄色代表太阳，綠色象徵覆蓋這個島國的森林。五顆星象徵組成這個島國的五個區域島群，即東、西、中央、馬萊塔和外圍的島群。

民船旗 比例: 1:2
政府船旗 比例: 1:2
海关旗 比例: 1:2
軍艦旗 比例: 1:2

### 历史旗帜

所罗门群岛 (1906–1947)
所罗门群岛 (1947–1956)
所罗门群岛 (1956–1966)
所罗门群岛 (1966–1977)